# Adrenalina/Adrenalina (strumentale)
Adrenalina / Adrenalina (strumentale) è il primo disco mix della cantautrice Giuni Russo, duetto con Donatella Rettore, pubblicato nel 1987 per la casa discografica Bubble Record.

## Adrenalina
Adrenalina è la canzone pubblicata come lato a del singolo.
Il brano, provocatorio, e allo stesso tempo allegro, divertente, ed energico, rappresenta il primo duetto artistico  per Giuni Russo e il secondo per Donatella Rettore  che aveva duettato con Caterina Caselli nel 1983.
Al momento della registrazione del brano in studio, Giuni pensò di contattare Donatella Rettore per proporle un duetto, trovando il brano particolarmente adatto alla personalità artistica della cantautrice veneta
Il testo fu scritto da Giuni Russo, mentre la musica, da Maria Antonietta Sisini.

## Adrenalina (strumentale)
È la versione strumentale di Adrenalina, pubblicata come lato b del singolo.

## Tracce
Lato A
1. Adrenalina – 3:38 (Giuni Russo – Maria Antonietta Sisini)

Lato B
1. Adrenalina – 4:49 (Giuni Russo – Maria Antonietta Sisini) - versione remix e strumentale

## Crediti
- Produzione: Maria Antonietta Sisini e Tony Ruggero;
- Arrangiamenti: Roberto Colombo.